# Catagonus
Catagonus — рід ссавців з родини таясових (Tayassuidae), який містить один живий вид і кілька вимерлих. Рід завжди був обмежений Південною Америкою.

## Таксономія
Catagonus примітний тим, що типовий вид, C. metropolitanus, вимер; живий вид був уперше описаний у 1930 році з субфосильних останків і лише в 1972 році був знайдений вченими.
Дослідження 2017 року щодо філогенетичної систематики видів Tayassuidae припускає, що Catagonus повинен містити лише C. metropolitanus. Вимерлого C. stenocephalus слід перемістити в Brasiliochoerus, а C. bonaerensis і C. carlesi слід помістити в Parachoerus. Якщо це прийняти, тоді Catagonus знову стає вимерлим родом.